# Rijndael MixColumns
Der MixColumns-Schritt ist ein Rechenschritt im Rijndael-Algorithmus (AES).
MixColumns ist eine lineare Operation auf vier Bytes (einer Spalte) des Datenblocks, der durch Rijndael verschlüsselt wird. Sie ersetzt diese vier Bytes durch vier daraus berechnete Ergebnisbytes, die jeweils von jedem der Eingabebytes abhängen, was Diffusion innerhalb der Spalte bewirkt. Je Runde der Verschlüsselung wird jede Spalte des Datenblocks einmal durch MixColumns bearbeitet.

Im MixColumns Schritt wird jede Spalte des Datenblocks mit c(x) verknüpft.

## Die Matrizenmultiplikation
In diesem Schritt findet eine Matrizenmultiplikation eines Spaltenvektors des Datenblocks mit einer MDS-Matrix statt.
{\displaystyle {\begin{pmatrix}2&3&1&1\\1&2&3&1\\1&1&2&3\\3&1&1&2\end{pmatrix}}{\begin{pmatrix}a_{0,i}\\a_{1,i}\\a_{2,i}\\a_{3,i}\end{pmatrix}}={\begin{pmatrix}b_{0,i}\\b_{1,i}\\b_{2,i}\\b_{3,i}\end{pmatrix}}}
Die Arithmetik findet allerdings nicht auf den Natürlichen Zahlen statt, sondern auf dem Galois-Körper des Rijndael.

## Der Galois-Körper des Rijndael
Der Galois-Körper des Rijndael ist der Galois-Körper {\displaystyle GF(2^{8})}.
{\displaystyle GF(2^{8})} ist die Menge aller Polynome maximal 7. Grades mit Koeffizienten aus dem Restklassenkörper {\displaystyle \mathbb {F} _{2}=\mathbb {Z} /2\mathbb {Z} }.
Ein allgemeines Polynom aus {\displaystyle GF(2^{8})} besitzt die Form
{\displaystyle a_{7}x^{7}+a_{6}x^{6}+a_{5}x^{5}+a_{4}x^{4}+a_{3}x^{3}+a_{2}x^{2}+a_{1}x+a_{0}\ \ (a_{i}\in \mathbb {F} _{2}).}
Wie leicht nachzuvollziehen ist, lässt sich jedes dieser Polynome durch ein Byte repräsentieren, wobei jeweils das {\displaystyle i}-te Bit den Koeffizienten {\displaystyle a_{i}} repräsentiert.
Die Addition {\displaystyle \oplus } auf {\displaystyle GF(2^{8})} ist analog zum Körper {\displaystyle \mathbb {F} _{2}} als XOR-Verknüpfung definiert, sie findet koeffizientenweise bzw. bitweise statt. Die Subtraktion entspricht der Addition, da die XOR-Verknüpfung ihre eigene Umkehrfunktion ist. Beispiel:
{\displaystyle (x^{5}+x^{4}+x^{3})-(x^{7}+x^{5}+x^{3}+x+1)=(x^{5}+x^{4}+x^{3})+(x^{7}+x^{5}+x^{3}+x+1)=x^{7}+x^{4}+x+1}
Die Multiplikation({\displaystyle \cdot }) findet modulo des irreduziblen Polynoms {\displaystyle x^{8}+x^{4}+x^{3}+x+1} statt. Hierzu multipliziert man die beiden Polynome und berechnet dann Mittels einer Polynomdivision den Divisionsrest.

## Beispiel
Beispielhaft wird nun die Berechnung von {\displaystyle b_{0,1}} mit {\displaystyle {\begin{pmatrix}a_{0,i}\\a_{1,i}\\a_{2,i}\\a_{3,i}\end{pmatrix}}={\begin{pmatrix}\mathrm {d4} \\32\\\mathrm {f4} \\\mathrm {ae} \end{pmatrix}}} durchgeführt. Zahlen sind, wenn nicht anders angegeben, hexadezimal.
{\displaystyle {\begin{pmatrix}2&3&1&1\\1&2&3&1\\1&1&2&3\\3&1&1&2\end{pmatrix}}{\begin{pmatrix}\mathrm {d4} \\32\\\mathrm {f4} \\\mathrm {ae} \end{pmatrix}}={\begin{pmatrix}b_{0,i}\\b_{1,i}\\b_{2,i}\\b_{3,i}\end{pmatrix}}}
Daraus folgt {\displaystyle b_{0,1}=(2\cdot \mathrm {d4} )+(3\cdot 32)+(1\cdot \mathrm {f4} )+(1\cdot \mathrm {ae} )}
Die Terme {\displaystyle 1\cdot \mathrm {f4} =\mathrm {f4} } sowie {\displaystyle 1\cdot \mathrm {ae} =\mathrm {ae} } sind trivial.
{\displaystyle {\begin{aligned}2\cdot \mathrm {d4} &=00000010_{2}\cdot 11010100_{2}\\&=x\cdot (x^{7}+x^{6}+x^{4}+x^{2})\\&=(x^{8}+x^{7}+x^{5}+x^{3})\ {\bmod {\ }}(x^{8}+x^{4}+x^{3}+x+1)\\&=110101000_{2}\ {\bmod {\ }}100011011_{2}\\&=110101000_{2}\ +100011011_{2}\\&=010110011_{2}=b3\end{aligned}}}
{\textstyle {\begin{aligned}3\cdot 32&=00000011_{2}\cdot 00110010_{2}\\&=(x+1)\cdot (x^{5}+x^{4}+x)\\&=(x^{6}+x^{5}+x^{2}+x^{5}+x^{4}+x)\ {\bmod {\ }}(x^{8}+x^{4}+x^{3}+x+1)\\&=(x^{6}+x^{4}+x^{2}+x)\ {\bmod {\ }}(x^{8}+x^{4}+x^{3}+x+1)\\&=01010110_{2}\ {\bmod {\ }}100011011_{2}\\&=01010110_{2}=56\end{aligned}}}
Daraus ergibt sich mit XOR: {\displaystyle b_{0,1}=b3+56+\mathrm {f4} +\mathrm {ae} =\mathrm {bf} }

## Die Umkehrung des MixColumns Schrittes
Die Entschlüsselung kann in diesem Schritt in derselben Weise erfolgen wie die Verschlüsselung. Allerdings muss man hierzu mit der
inversen Matrix multiplizieren. Sie lautet (Zahlen hexadezimal):
{\displaystyle {\begin{pmatrix}E&B&D&9\\9&E&B&D\\D&9&E&B\\B&D&9&E\end{pmatrix}}}
da
{\displaystyle {\begin{pmatrix}2&3&1&1\\1&2&3&1\\1&1&2&3\\3&1&1&2\end{pmatrix}}{\begin{pmatrix}E&B&D&9\\9&E&B&D\\D&9&E&B\\B&D&9&E\end{pmatrix}}={\begin{pmatrix}1&0&0&0\\0&1&0&0\\0&0&1&0\\0&0&0&1\end{pmatrix}}}

## Möglichkeiten zur Implementierung
Dadurch, dass im Rijndael bei der Verschlüsselung nur Multiplikationen mit {\displaystyle 1}, {\displaystyle x} oder {\displaystyle (x+1)} stattfinden, lässt sich der Algorithmus sehr effizient und einfach am Computer implementieren.
Die Multiplikation mit {\displaystyle 1} ist trivial. Die Multiplikation mit {\displaystyle x} bedeutet in der Binärdarstellung eine Verschiebung um 1 Bit nach links (die Moduloberechnung muss noch gesondert betrachtet werden), und die Multiplikation mit {\displaystyle (x+1)} lässt sich in eine Multiplikation mit {\displaystyle x} und anschließende Addition mit sich selbst aufspalten.
Falls ein Überlauf stattfindet, so muss man das Zwischenergebnis noch mit {\displaystyle 1b} XOR-verknüpfen, um das richtige Ergebnis zu erhalten.
Folgender C-Code dient nur als Beispiel für eine mögliche einfache Implementierung und stellt keine sichere Referenzimplementierung dar.
```
unsigned
 
char
 
mul123
(
unsigned
 
char
 
a
,
 
unsigned
 
char
 
b
)
 
{

  
if
 
(
b
==
1
)
 
{

    
return
 
a
;

  
}

  
else
 
if
 
(
b
==
2
)
 
{

    
unsigned
 
char
 
c
 
=
 
a
 
<<
 
1
;

    
if
 
(
a
 
&
 
0x80
)

      
c
 
^=
 
0x1b
;

    
return
 
c
;

  
}

  
else
 
if
 
(
b
==
3
)
 
{

    
return
 
mul123
(
a
,
 
2
)
 
^
 
a
;

  
}

  
else
 
{

    
exit
{
EXIT_FAILURE
};

  
}

}

```

Bei der Entschlüsselung bedarf es allerdings auch der Multiplikation mit anderen Zahlen, wo der obenstehende Ansatz nutzlos wird.
Für geeignetes {\displaystyle e\in GF(2^{8})} gilt {\displaystyle \exp \colon GF(2^{8})\backslash \{0\}\to GF(2^{8})\backslash \{0\},x\mapsto e^{x}} ist bijektiv. Die Umkehrfunktion heiße {\displaystyle \ln }. Ein solches geeignetes {\displaystyle x}
nennt man einen Generator, Beispiele hierfür wären die 3 oder die 5, es gibt allerdings noch einige weitere.
Beweis: Da {\displaystyle GF(2^{8})} endlich, lässt sich das durch nachrechnen überprüfen.
Da {\displaystyle \exp } bijektiv ist, gilt für {\displaystyle a,b\in GF(2^{8})\backslash \{0\}}:
{\displaystyle a\cdot b=e^{\ln(a\cdot b)}=e^{\ln(a)+\ln(b)}}
Für {\displaystyle a=0\vee b=0} gilt {\displaystyle a\cdot b=0}
Erzeugen wir uns nun für die Multiplikation eine Exponential- und Logarithmustabelle für einen Generator, so können wir mit Hilfe dieser die allgemeine Multiplikation auf {\displaystyle GF(2^{8})} effektiv implementieren. Die Tabelle kann entweder zur Laufzeit berechnet werden – mit obiger Funktion bietet sich der Generator 3 an – oder im Quellcode vorliegen.
```
unsigned
 
char
 
RijndaelGaloisMul
(
unsigned
 
char
 
a
,
 
unsigned
 
char
 
b
){

  
if
(
a
 
&&
 
b
)
 
//falls a != 0 und b != 0

    
return
 
exp_table
[(
ln_table
[
a
]
 
+
 
ln_table
[
b
])
 
%
 
0xff
];

  
else

    
return
 
0
;

}

```

Nachfolgend die Exponential- und Logarithmustabelle für den Generator 3:
```
 Potenzen:
   | *0  *1  *2  *3  *4  *5  *6  *7  *8  *9  *a  *b  *c  *d  *e  *f |
 ----------------------------------------------------------------------
 0*| 01  03  05  0f  11  33  55  ff  1a  2e  72  96  a1  f8  13  35 |0*
 1*| 5f  e1  38  48  d8  73  95  a4  f7  02  06  0a  1e  22  66  aa |1*
 2*| e5  34  5c  e4  37  59  eb  26  6a  be  d9  70  90  ab  e6  31 |2*
 3*| 53  f5  04  0c  14  3c  44  cc  4f  d1  68  b8  d3  6e  b2  cd |3*
 4*| 4c  d4  67  a9  e0  3b  4d  d7  62  a6  f1  08  18  28  78  88 |4*
 5*| 83  9e  b9  d0  6b  bd  dc  7f  81  98  b3  ce  49  db  76  9a |5*
 6*| b5  c4  57  f9  10  30  50  f0  0b  1d  27  69  bb  d6  61  a3 |6*
 7*| fe  19  2b  7d  87  92  ad  ec  2f  71  93  ae  e9  20  60  a0 |7*
 8*| fb  16  3a  4e  d2  6d  b7  c2  5d  e7  32  56  fa  15  3f  41 |8*
 9*| c3  5e  e2  3d  47  c9  40  c0  5b  ed  2c  74  9c  bf  da  75 |9*
 a*| 9f  ba  d5  64  ac  ef  2a  7e  82  9d  bc  df  7a  8e  89  80 |a*
 b*| 9b  b6  c1  58  e8  23  65  af  ea  25  6f  b1  c8  43  c5  54 |b*
 c*| fc  1f  21  63  a5  f4  07  09  1b  2d  77  99  b0  cb  46  ca |c*
 d*| 45  cf  4a  de  79  8b  86  91  a8  e3  3e  42  c6  51  f3  0e |d*
 e*| 12  36  5a  ee  29  7b  8d  8c  8f  8a  85  94  a7  f2  0d  17 |e*
 f*| 39  4b  dd  7c  84  97  a2  fd  1c  24  6c  b4  c7  52  f6  01 |f*

```

```
 Logarithmen:
   | *0  *1  *2  *3  *4  *5  *6  *7  *8  *9  *a  *b  *c  *d  *e  *f |
 ----------------------------------------------------------------------
 0*| --  00  19  01  32  02  1a  c6  4b  c7  1b  68  33  ee  df  03 |0*
 1*| 64  04  e0  0e  34  8d  81  ef  4c  71  08  c8  f8  69  1c  c1 |1*
 2*| 7d  c2  1d  b5  f9  b9  27  6a  4d  e4  a6  72  9a  c9  09  78 |2*
 3*| 65  2f  8a  05  21  0f  e1  24  12  f0  82  45  35  93  da  8e |3*
 4*| 96  8f  db  bd  36  d0  ce  94  13  5c  d2  f1  40  46  83  38 |4*
 5*| 66  dd  fd  30  bf  06  8b  62  b3  25  e2  98  22  88  91  10 |5*
 6*| 7e  6e  48  c3  a3  b6  1e  42  3a  6b  28  54  fa  85  3d  ba |6*
 7*| 2b  79  0a  15  9b  9f  5e  ca  4e  d4  ac  e5  f3  73  a7  57 |7*
 8*| af  58  a8  50  f4  ea  d6  74  4f  ae  e9  d5  e7  e6  ad  e8 |8*
 9*| 2c  d7  75  7a  eb  16  0b  f5  59  cb  5f  b0  9c  a9  51  a0 |9*
 a*| 7f  0c  f6  6f  17  c4  49  ec  d8  43  1f  2d  a4  76  7b  b7 |a*
 b*| cc  bb  3e  5a  fb  60  b1  86  3b  52  a1  6c  aa  55  29  9d |b*
 c*| 97  b2  87  90  61  be  dc  fc  bc  95  cf  cd  37  3f  5b  d1 |c*
 d*| 53  39  84  3c  41  a2  6d  47  14  2a  9e  5d  56  f2  d3  ab |d*
 e*| 44  11  92  d9  23  20  2e  89  b4  7c  b8  26  77  99  e3  a5 |e*
 f*| 67  4a  ed  de  c5  31  fe  18  0d  63  8c  80  c0  f7  70  07 |f*

```